# 厄斯金·奇尔德斯

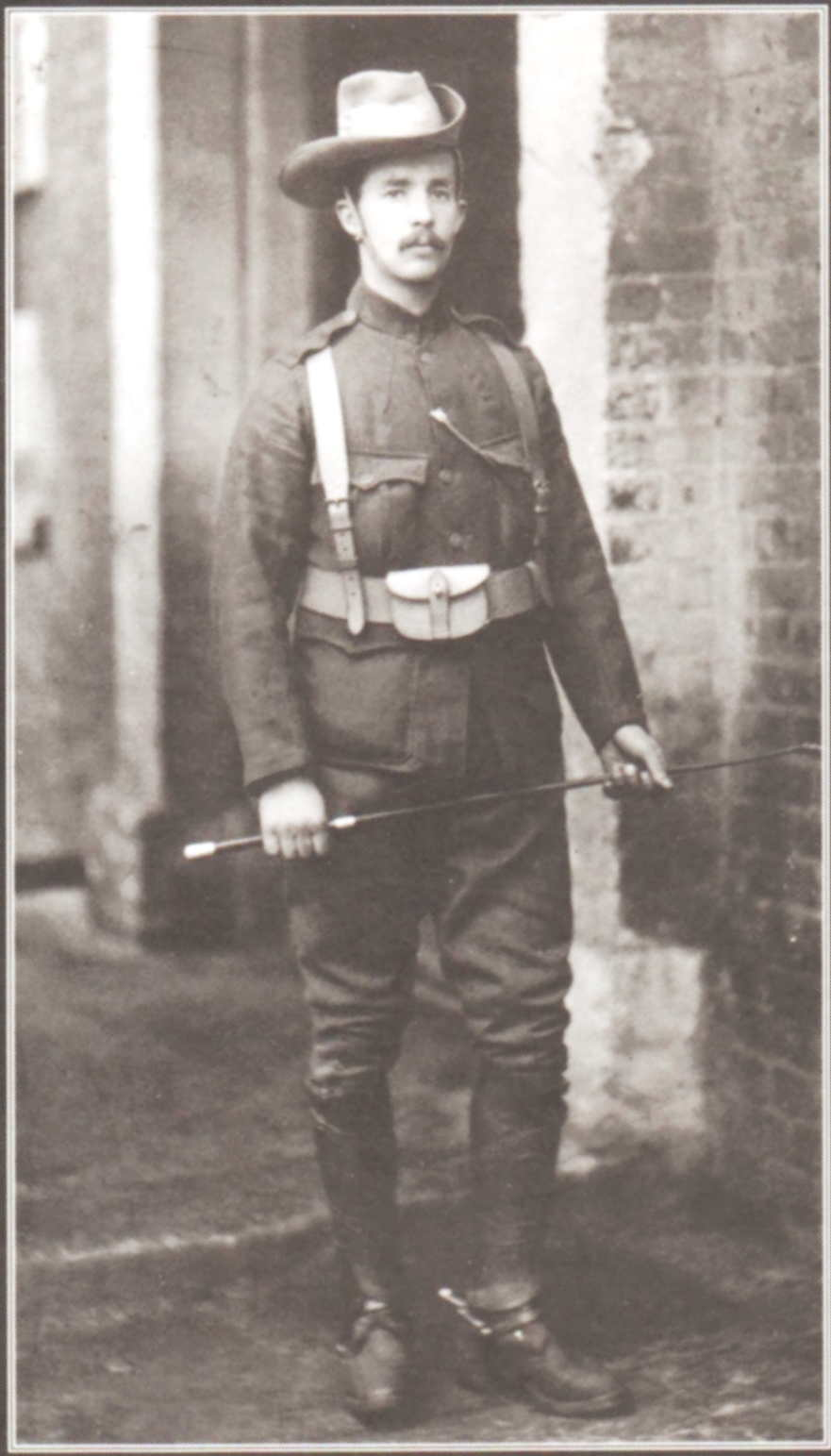
厄斯金·奇尔德斯

罗伯特·厄斯金·奇尔德斯 ( Robert Erskine Childers DSC ，1870年6月25日—1922年11月24日)  ，是一位出生于英国的爱尔兰民族主义者。
期初厄斯金·奇尔德斯支持大英帝国，曾參與第二次布尔战争並為英國效力，但就在第二次布爾戰爭期間他開始轉而不再那麼支持英國。當時自由党支持愛爾蘭自治，他以自由党候選人的身份參加英國國會選舉。
他還是一位作家，他在他的作品中介紹了第二次布尔战争，並且提到德国准备从海上入侵英国。這部小說影响了第一海軍大臣温斯顿·丘吉尔，促使他加强本土艦隊的建設。第一次世界大战爆发时，丘吉尔勸說厄斯金·奇尔德斯加入英國皇家海军，厄斯金·奇尔德斯因此被授予傑出服務十字勳章。
后来他轉而支持愛爾蘭共和主義並主張愛爾蘭獨立。他加入爱尔兰义勇军並将枪支走私到爱尔兰，並支持复活节起义。英爱条约簽訂後，愛爾蘭內部就是否執行英愛條約而爆發爱尔兰内战，內戰中厄斯金·奇尔德斯與反對条约的那一方人一起逃亡，最终厄斯金·奇尔德斯被爱尔兰自由邦方面逮捕並被處決。